# Antoine Jankovitz de Jeszenicze
Antoine Stanislas Nicolas Pierre-Fourier  Jankovitz de Jeszenicze est un homme politique français né le 7 juillet 1763 à Lunéville (duché de Lorraine) et décédé le 6 juin 1847 à Versailles (Seine-et-Oise).

## Biographie
Issu d'une famille hongroise, son père épouse en 1759 à Lunéville une polonaise venue à la suite du roi Stanislas .
 Après des études de droit à l'université de Strasbourg (1780-1782), il devient officier dans le Füsilier-Regiment von Truchsess  puis il est conseiller général de la Meurthe en 1808, président du conseil général et assure l'intérim comme préfet en 1814. Il est député de la Meurthe de 1815 à 1816, de 1820 à 1821 et de 1824 à 1830, siégeant dans la majorité soutenant les gouvernements de la Restauration. Il est créé baron par lettres patentes du 20 janvier 1820, et le domaine de Marimont est érigé en majorat par Charles X en sa faveur par lettres patentes du 28 janvier 1826. Il s'éloigne progressivement des rangs gouvernementaux, et est à l'origine de la loi obligeant les parlementaires nommés à une fonction publique à repasser devant leurs électeurs.

## Vie familiale
Le 30 décembre 1792 il épouse à Lunéville Marie Lucie Falconet, petite-fille du sculpteur Etienne Maurice Falconet, et devient le gendre de la sculptrice Marie-Anne Collot, auprès de qui est il est inhumé à la chapelle de Marimont à Bourdonnay. Le couple a un fils Anselme-Stanislas-Firmin-Léon de Jankovitz, docteur en droit, lieutenant de louveterie, né à Nancy en 1806 et qui meurt en 1830 à la suite d'un accident de chasse.

## Sources
- « Antoine Jankovitz de Jeszenicze », dans Adolphe Robert et Gaston Cougny, Dictionnaire des parlementaires français, Edgar Bourloton, 1889-1891 [détail de l’édition] Jancovics de Zeszenicze sur gallica (p. 400)
- Généalogie sur arcanum.hu